# Campeonato de Francia de Rugby 15 1980-81
El Campeonato de Francia de Rugby 15 1980-81 fue la 82.ª edición del Campeonato francés de rugby.
El campeón del torneo fue el equipo de Béziers quienes obtuvieron su noveno campeonato.

## Desarrollo

### Grupo A
| Grupo 1 - Bayonne - Pau - Valence - Béziers - Oloron - Nîmes - Thuir - Aurillac - Mazamet - Saint-Jean-de-Luz                           | Grupo 2 - Romans - Agen - Toulouse - Dax - Carcassonne - Narbonne - Albi - RRC Nice - Périgueux - Auch                     |
| Grupo 3 - Touloun - Perpignan - Montferrand - Tulle - Angoulême - Biarritz - Stadoceste - Castres - Avignon Saint-Saturnin - Montchanin | Grupo 4 - Grenoble - Lourdes - Graulhet - Boucau - Brive - Bègles - Stade Bagnérais - US Bressane - La Rochelle - Chambéry |

### Dieciseisavos de final
| 1981 | Perpignan | 25 - 6 | Nîmes |  |  |

| 1981 | Valence | 13 - 10 | Thuir |  |  |

| 1981 | Béziers | 29 - 6 | Carcassonne |  |  |

| 1981 | Aurillac | 12 - 6 | Grenoble |  |  |

| 1981 | Bayonne | 14 - 12 | Castres |  |  |

| 1981 | Stadoceste | 21 - 9 | Graulhet |  |  |

| 1981 | Lourdes | 23 - 9 | Biarritz |  |  |

| 1981 | Pau | 22 - 3 | Tulle |  |  |

| 1981 | RRC Nice | 15 - 6 | Toulon |  |  |

| 1981 | Montferrand | 9 - 4 | Bègles |  |  |

| 1981 | Brive | 15 - 12 | Boucau |  |  |

| 1981 | Toulouse | 12 - 6 | Narbonne |  |  |

| 1981 | Agen | 21 - 10 | Albi |  |  |

| 1981 | Stade Bagnérais | 24 - 12 | Angoulême |  |  |

| 1981 | Dax | 42 - 21 | Oloron |  |  |

| 1981 | Romans | 21 - 9 | US Bressane |  |  |

### Octavos de final
| 1981 | Perpignan | 28 - 7 | Valence |  |  |

| 1981 | Béziers | 22 - 10 | Aurillac |  |  |

| 1981 | Stadoceste | 18 - 12 | Bayonne |  |  |

| 1981 | Lourdes | 25 - 9 | Pau |  |  |

| 1981 | Montferrand | 15 - 9 | RRC Nice |  |  |

| 1981 | Brive | 24 - 23 | Toulouse |  |  |

| 1981 | Stade Bagnérais | 23 - 6 | Agen |  |  |

| 1981 | Dax | 19 - 9 | Romans |  |  |

### Cuartos de final
| 1981 | Béziers | 13 - 12 | Perpignan |  |  |

| 1981 | Lourdes | 9 - 7 | Stadoceste |  |  |

| 1981 | Montferrand | 6 - 3 | Brive |  |  |

| 1981 | Stade Bagnérais | 16 - 9 | Dax |  |  |

### Semifinal
| 1981 | Béziers | 35 - 9 | Lourdes |  |  |

| 1981 | Stade Bagnérais | 6 - 3 | Montferrand |  |  |

### Final
| 23 de mayo de 1981 | Béziers | 22 - 13 | Stade Bagnérais | Parc des Princes, Paris |  |

| Bandera de Francia |
| Campeón Béziers    |
| Noveno título      |